# Estação Registro Federal
A Estação Registro Federal é uma das estações do VLT da Cidade do México, situada na Cidade do México, entre a Estação Nezahualpilli e a Estação Textitlán. Administrada pelo Servicio de Transportes Eléctricos de la Ciudad de México (STECDMX), faz parte da Linha 1.
Foi inaugurada em 1º de agosto de 1986. Localiza-se no cruzamento da Estrada de Tlalpan com a Rua División del Norte. Atende o bairro El Reloj, situado na demarcação territorial de Coyoacán.